# Kurohata
Albums de kagerou
Guroshoku
(2005) Shinjuka
(2006)
Kurohuta est un album du groupe du kagerou. Il est sorti le 19 juillet 2006.

## Liste des titres en romajis
1. Lily
2. Baita no Yuuutsu
3. Tonarimachi no kanojo
4. Shitsuren toiu na no mujou
5. Rakkasuru　yume
6. Aka no kyoshoku
7. Shizumu sora
8. Kogarashi
9. Hakanaki Gekijou
10. Seisai to hangyaku
11. Zettyou spice
12. Setsudan shittyoushou
13. Kusatta umi de oborekaketeiru boku wo sukuttekureta kimi

## Liste des titres en kanjis
1. Lily
2. 売女の憂鬱
3. となり町の彼女
4. 失恋という名の無情
5. 落下する夢
6. 赤の虚飾
7. 沈む空
8. 木枯らし、
9. 儚き激情
10. 制裁と反逆
11. 絶頂スパイス
12. 切断失調症
13. 腐った海で溺れかけている僕を救ってくれた君